# Geisfeld
Geisfeld là một đô thị thuộc huyện Trier-Saarburg, bang Rheinland-Pfalz, Đức. Đô thị này có diện tích 8,87 km², dân số thời điểm 31 tháng 12 năm 2006 là 571 người.